# Lepisorus megasorus
Lepisorus megasorus är en stensöteväxtart som först beskrevs av Carl Frederik Albert Christensen, och fick sitt nu gällande namn av Ren-Chang Ching. Lepisorus megasorus ingår i släktet Lepisorus och familjen Polypodiaceae. Inga underarter finns listade.